# Осолук
Осолук (? — после 1193) — половецкий хан бурчевичей.

## История
Имя у половецкого хана тюркского происхождения. Н. А. Баскаков выводил его от osuluq в значении «скромный, благоразумный».
В 1183 году вместе с другими ханами потерпел поражение от русских князей в битве на Орели и попал в плен.
В 1193 году участвовал в мирных переговорах на Днепре. Приехал по приглашению Святослава киевского вместе с Изаем Билюковичем, но отказался переходить Днепр (князья и лукоморские половцы ждали их у Канева), тем самым сорвав заключение мира.
Также носил это имя хан Оселук (Осолук), который в 1127 году вместе с другим ханом Осташем пришёл к границам Руси и послал послов к Всеволоду Ольговичу для союза, но они были задержаны и приведены к Ярополку Владимировичу, и половцы ушли ни с чем.